# Bộ Tư lệnh

Bộ Tư lệnh là cơ quan lãnh đạo một tập hợp gồm các đơn vị quân sự hay nhóm binh sĩ. Về mặt hành chính của các lực lượng vũ trang thì lực lượng do một bộ tư lệnh quản lý thường là một bộ phận mang tính chiến lược của lực lượng vũ trang, hay một vùng mang tính chiến lược mà lực lượng vũ trang này hoạt động có vị sĩ quan chỉ huy thường trực tiếp chịu trách nhiệm với chính phủ hay với một vị sĩ quan cao cấp hơn trông coi quân sự của một quốc gia. Một bộ tư lệnh thường được chỉ huy bởi một tư lệnh.

## Quân đội Vương quốc Anh
Các quân chủng của các lực lượng vũ trang Vương miện Anh được tổ chức thành các bộ tư lệnh thuộc cấp. Cho đến hiện nay, mỗi quân chủng đều có một bộ tư lệnh "tác chiến" và một bộ tư lệnh thứ hai dành cho hành chính và huấn luyện. Việc này bắt đầu thay đổi vào ngày 1 tháng 4 năm 2007.

## Quân đội Hoa Kỳ
Trong Quân đội Hoa Kỳ, các tập hợp liên quân cao cấp gồm có các quân chủng được tổ chức thành các Bộ tư lệnh thống nhất.  Ngoài ra, cả Lục quân Hoa Kỳ và Không quân Hoa Kỳ cũng có phân chia lực lượng của mình thành các Bộ tư lệnh chủ lực gọi tắt là MAJCOM.